# Лилья, Макс
Макс Лилья (фин. Max Lilja, родился 27 октября 1975) — финский виолончелист, участник группы Hevein и бывший участник группы Apocalyptica, в которой выступал до 2002 года. Известен тем, что выступал также на концертах Тарьи Турунен, групп Cradle of Filth и Stratovarius, участвовал в записях студийных альбомов французской певицы Эйлеры.